# Lijst van spelers van Tromsø IL
Deze lijst omvat voetballers die bij de Noorse voetbalclub Tromsø IL spelen of gespeeld hebben. De spelers zijn alfabetisch gerangschikt.

## A
- Mustafa Abdellaoue
- Stephen Ademolu
- Adriano
- Mohammed Ahamed
- Bo Andersen
- Magnus Andersen
- Lars Andreassen
- Steffen Andreassen
- Svein Andreassen
- John Angvik
- Kent-Are Antonsen
- Ole Årst

## B
- Ulrik Balling
- Stevan Bates
- Thomas Bendiksen
- Runar Berg
- Rune Berger
- Patrice Bernier
- Robin Berntsen
- Fredrik Björck
- Knut Borch
- Karim Bovar
- Thomas Braaten
- Vegard Braaten

## C
- Roar Christensen
- Saliou Ciss

## D
- Jimmy De Wulf
- Mignane Diouf
- Thomas Drage

## E
- Alexei Eremenko
- Lars Espejord
- Runar Espejord
- Karim Essediri

## F
- Frode Fermann
- Tore André Flo
- William Frantzen

## G
- Tor André Grenersen
- Tryggvi Guðmundsson

## H
- Thomas Hafstad
- Yngvar Håkonsen
- Bjørn Hansen
- Jonny Hanssen
- Kevin Harmse
- Helge Haugen
- Janne Hietanen
- Lars Hirschfeld
- Thomas Holm
- Tom Høgli
- Per-Mathias Høgmo
- Keijo Huusko

## I
- Espen Isaksen

## J
- Ruben Jenssen
- Truls Jenssen
- Bjørn Johansen
- Jonas Johansen
- Remi Johansen
- Stein Johansen
- Svein Johansen
- Trond Johansen

## K
- Serigne Kara
- Patric Karlsson
- Benjamin Kibebe
- Håkon Kjæve
- Tommy Knarvik
- Martin Knudsen
- Miika Koppinen
- Péter Kovács
- Morten Kræmer
- Ruben Kristiansen
- Isak Krogstad

## L
- Rune Lange
- Kevin Larsen
- Kim Larsen
- Benny Lekström
- Joel Lindpere
- Vegard Lysvoll

## M
- Abdoulaye M'Baye
- Robin Malmkvist
- Jo Matland
- Espen Minde
- Morten Moldskred
- George Mourad
- Simen Møller
- Henri Myntti

## N
- El Hadji Ngom
- Ole Nilsen
- Roger Nilsen
- Steinar Nilsen
- Tore Nilsen
- Hans Norbye
- Henrik Nordnes
- Runar Normann
- Jade North
- Steffen Nystrøm

## O
- Zdeněk Ondrášek

## P
- Erik Pedersen
- Tor Pedersen
- Morten Gamst Pedersen

## R
- Sead Ramović
- Mads Reginiussen
- Tore Reginiussen
- Ludvig Rinde
- Roger Risholt
- Dan Roland
- Kayke Rodrigues
- Einar Rossbach
- Sigurd Rushfeldt

## S
- Marcus Sahlman
- Yakhya Sané
- Koen Schockaert
- Douglas Sequeira
- Kazimierz Sokolowski
- Nils Solstad
- Eirik Sørensen
- Kenny Stamatopoulos
- Christian Steen
- Tomasz Stolpa
- Lars Strand
- Hörður Sveinsson
- Tamás Szekeres

## T
- Dominique Taboga
- Ole Talberg
- Arash Talebinejad
- Jørgen Tengesdal
- Mads Toppel
- Daniel Torres
- Marko Tuomela

## V
- Onni Valakari
- Arne Vidar Moen

## W
- Joachim Walltin

## Y
- Hans Yndestad

Clubs: Aalesunds FK · Alta IF · SK Brann · Bryne FK ·  Fredrikstad FK · FK Haugesund · Hønefoss BK · Kongsvinger IL · Lillestrøm SK · FC Lyn Oslo · Molde FK · Moss FK · Odd Grenland · Rosenborg BK · Stabæk Fotball · IK Start · Strømsgodset IF · Tromsø IL · Vålerenga IF ·  Viking FK

Lijsten van voetballers van Noorse clubs: Aalesunds FK · Alta IF · SK Brann · Bryne FK · Fredrikstad FK · FK Haugesund · Hønefoss BK · Kongsvinger IL · Lillestrøm SK · FC Lyn Oslo · Molde FK · Moss FK · Odd Grenland · Rosenborg BK · Stabæk Fotball · IK Start · Strømsgodset IF · Tromsø IL · Vålerenga IF · Viking FK